# Флотація берилієвих руд
Флота́ція бери́лієвих руд призначена для збагачення дрібно- і тонковкраплені руди. Основним берилієвим мінералом є берил Ве3Al2[Si6O18]. Мінерали пустої породи — актиноліт, тремоліт, топаз, кварц і польовий шпат за властивостями близькі до берилу. У рудах присутні також слюди, флюорит, сульфіди. Для одержання кондиційних берилієвих концентратів, які містять 8—10 % ВеО застосовують лужну або кислотну схему флотації.
Флотації берилу за кислотною схемою (рис.) передують таки цикли:
- колективна флотація сульфідних мінералів сульфгідрильним збирачем в слаболужному, нейтральному або слабокислому середовищі;
- флотація флюориту (при значному вмісті його у руді) невеликими добавками оксигідрильного збирача з одночасною подачею рідкого скла для депресії силікатів;
- флотація слюди катіонним збирачем (0,2–0,3 кг/т) у кислому середовищі (рН = 3–4), яке утворюється сірчаною кислотою (2—4 кг/т), або у сильнолужному середовищі (рН = 10), яке утворюється содою або їдким натром. Кальцієва слюда — маргіт, що переходить у концентрат з промисловим вмістом берилію, може бути виділена у селективний концентрат при дофлотації колективного слюдяного концентрату у кислому або лужному середовищі в присутності хлористого алюмінію (0,5–0,7 г/л), який забезпечує депресію усіх інших слюд;
- обробка відходів слюдяної флотації флуористоводневою (плавиковою) кислотою (1,5–2 кг/т) у суміші з сірчаною кислотою (0,5 кг/т) для активації берилу і польового шпату і депресії кварцу.

Подальше флотаційне вилучення берилу з підготовленого таким чином матеріалу здійснюється за схемами колективної або селективної флотації.
Колективна берил-польовошпатова флотація здійснюється катіонним збирачем (0,15 кг/т) з отриманням у камерному продукті кварцового концентрату. Відділення берилу від польового шпату здійснюється двома способами:
- флотацією берилу аніонним збирачем (0,1—0,2 кг/т) після триразової відмивки катіонного збирача з поверхні колективного концентрату слабким розчином соди (0,04 кг/т) і знешламлення (по класу — 015 мм);
- флотацією берилу у кислому середовищі (до 2 кг/т Н2SO4) нафтовим сульфонатом після обробки колективного концентрату в густій пульпі (50 % твердого) гіпохлоритом (0,2—0,9 кг/т) і відмивки.

Бериловий концентрат, що отримують у результаті збагачення, може бути об'єднаний з маргітовим, а польовошпатовий концентрат (камерний продукт), може бути розділений на калієвий і натрієвий.
Селективна флотація берилу з хвостів слюдяної флотації здійснюється жирними кислотами у лужному середовищі з відділенням у хвости кварцу і польового шпату. Чорновий бериловий концентрат звичайно забруднений актинолітом, амфіболами і іншими мінералами, тому потребує доводки, яка здійснюється після пропарки з содою (0,5 кг/т), рідким склом або сірчистим натрієм (0,1–0,2 кг/т) при 85 °C.
Оскільки колективна схема флотації берилу дозволяє комплексніше використовувати мінеральну сировину, селективна схема застосовується тільки при високому вмісті у руді сильно зруйнованого польового шпату.
За лужною схемою флотаційне вилучення берилу з руди здійснюється після її лужної обробки. Якщо у руді присутні турмалін і гранат (більш флотоактивні, ніж берил), їх видаляють флотацією жирними кислотами (при малих витратах) у содовому середовищі до лужної обробки. Обробка руди лужними реагентами (їдким натром або сірчистим натрієм) робиться для активації берилу, пептизації шламів і депресії мінералів породи у результаті запобігання активації їх солями заліза і інших металів. Після лужної обробки в густій пульпі і видалення шламів та надлишку лугу промивкою Na-катіонованою водою до рН = 8—8,5 берил флотується жирними кислотами (0,2—0,4 кг/т) у содовому середовищі. Для підвищення ефективності дії збирача його додають у пульпу у вигляді підігрітої до 80–85оС емульсії.
Чорновий концентрат, забруднений слюдами, кварцом, польовими шпатами, залишками турмаліну, гранату та ін., після перечисної флотації у содовому середовищі (рН = 9,5) піддають дворазовому пропарюванню з содою або з содою і сірчаним натрієм для депресії мінеральних домішок, які забруднюють бериловий концентрат.
Технологічні показники флотації берилу по кислотній і лужній схемам близькі: вилучення берилію у концентрат складає 70–80 %. Однак кислотна схема забезпечує вищий ступінь комплексності використання мінеральної сировини. Недоліком кислотної схеми є застосування плавикової і сірчаної кислот, які ускладнюють флотаційний процес, вимагають застосування кислототривкого обладнання і більш жорсткого дотримання правил техніки безпеки. Недоліками лужної схеми є необхідність підігріву пульпи і застосування пом'якшеної води.
Берилій застосовується в конструкційних сплавах надзвукових літаків, ракет, космічних апаратів тощо. В ядерній техніці берилій — джерело нейтронів.